# Inés Molina
Inés Molina (1964) es una actriz argentina de cine y televisión. A veces nombrada como Inés Molina Villafañe.

## Biografía
Es hija del cantante de tango Horacio Molina (1935-2018) y de la actriz Chunchuna Villafañe (1934-). Su hermana es la cantante, compositora y actriz Juana Molina (1962-).
Trabaja en el cine argentino.

## Filmografía
- Sur (1989)
- El viaje (1993)
- Buenos Aires viceversa (1996)
- El otro (2007)

## Televisión
- Déjate querer (telenovela, 1995)
- Juana y sus hermanas (1991-1993)